# Synchiropus lateralis
Synchiropus lateralis är en fiskart som först beskrevs av Richardson, 1844.  Synchiropus lateralis ingår i släktet Synchiropus och familjen sjökocksfiskar. Inga underarter finns listade i Catalogue of Life.